# 马尔松
马尔松（法語：Marçon，法語發音：[maʁsɔ̃]）是法国萨尔特省的一个市镇，属于拉弗莱什区。

## 地理
马尔松（47°42'34"N, 0°30'41"E）面积30.05 平方千米，位于法国卢瓦尔河地区大区萨尔特省，该省份为法国西北部内陆省份，北起顺时针与奥恩省、厄尔-卢瓦省、卢瓦-谢尔省、安德尔-卢瓦尔省、曼恩-卢瓦尔省和马耶讷省接壤，是法国大西部的入口，连接卢瓦尔河谷、布列塔尼和巴黎盆地。
与马尔松接壤的市镇（或旧市镇、城区）包括：沙艾涅、代姆河畔博蒙、卢瓦河畔拉沙尔特、迪赛苏库西永、弗莱、洛姆、卢瓦河畔蒙瓦勒。

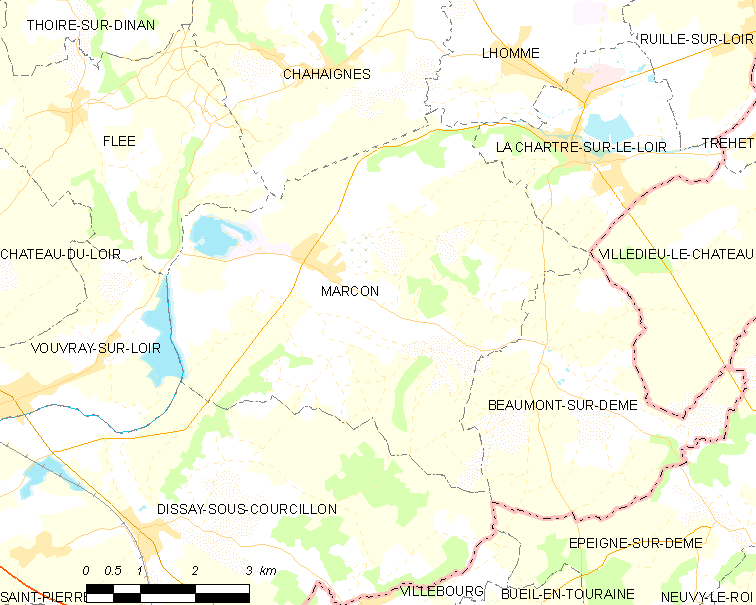
马尔松的OSM定位图

马尔松的时区为UTC+01:00、UTC+02:00（夏令时）。

## 行政
马尔松的邮政编码为72340，INSEE市镇编码为72183。

## 政治
马尔松所属的省级选区为卢瓦河畔蒙瓦勒县。

## 人口

1962-2008年间马尔松人口变化图示

马尔松于2022年1月1日时的人口数量为1063人。